# Râul Sitna
Râul Sitna este un râu din nord-estul României, afluent al râului Jijia.